# Belmonte de Campos
Belmonte de Campos é um município da Espanha na província de Palência, comunidade autónoma de Castela e Leão, de área  km² com população de 37 habitantes (2007) e densidade populacional de 2,3 hab./km².

## Demografia
| Variação demográfica do município entre 1991 e 2004 | Variação demográfica do município entre 1991 e 2004 | Variação demográfica do município entre 1991 e 2004 | Variação demográfica do município entre 1991 e 2004 |
| --------------------------------------------------- | --------------------------------------------------- | --------------------------------------------------- | --------------------------------------------------- |
| 1991                                                | 1996                                                | 2001                                                | 2004                                                |
| 64                                                  | 63                                                  | 32                                                  | 34                                                  |